# Náttfari
Náttfari (le marcheur des nuits) était un esclave qui a fui son maître, Garðar Svavarson et est ainsi devenu le premier résident permanent de l'Islande aux alentours du début du IXe siècle. Il s'est enfui avec deux autres esclaves, un homme et une femme. Náttfari s'est réfugié dans un endroit désormais appelé Náttfaravík (la baie de Náttfari), située en face de la ville de Húsavík, dans la baie de Skjálfandi.